# Molophilus (Molophilus) fagetorum
Molophilus (Molophilus) fagetorum is een tweevleugelige uit de familie steltmuggen (Limoniidae). De soort komt voor in het Neotropisch gebied.